# Temporada 2000-2001 de l'EC Granollers
Un irregular Esport Club Granollers completa una bona primera volta i se situa colíder a la 17a jornada, empatat a punts amb l'FC Vilafranca, que casualment ha de visitar el Carrer Girona just la setmana següent. Però es perd aquest partit clau, ple d'incidents, i s'inicia a partir d'aquí una forta devallada amb només 4 punts de 27 possibles que forcen Paco Ariza a dimitir. Amb Miguelín Guerrero al capdavant es reprèn el vol amb cinc jornades imbatuts però la ratxa es torna a trencar en el partit ajornat al camp del FC Andorra i s'encadenen cinc derrotes consecutives. Guerrero, però, es nodreix de bona part del seu equip juvenil on destaquen Enric Pi, futur jugador del RCD Mallorca B, i Rubén Soler, convocat diverses vegades amb la selecció de Catalunya Sub-17 al costat de jugadors com Andrés Iniesta o Dani Jarque.

## Fets destacats
2000
- 17 de desembre: el Granollers acaba amb quatre expulsats el partit davant l'FC Vilafranca, en un encontre que havia de decidir el lideratge en solitari entre ambdós equips.[2][3]
- 30 de desembre: l'exjugador del club Martín Abad mor en patir un atac de cor mentre jugava un partit de veterans.[4]

2001
- 4 de març: Paco Ariza dimiteix després de perdre a casa per 0 a 4 amb la UE Castelldefels. L'entrenador del Juvenil "A" Miguelín Guerrero passa a fer-se càrrec també del primer equip pel que queda de temporada.[5]

## Plantilla
| Núm. | Pos. |           | Jugador                             | Procedència    | Temporada |
| ---- | ---- | --------- | ----------------------------------- | -------------- | --------- |
|      | POR  | Aragó     | Ricard Segarra Aragay               |                |           |
|      | POR  | Catalunya | Daniel Barragán Carrascosa          | juvenil        | 2000-2001 |
|      | DEF  | Catalunya | Juli                                |                |           |
|      | DEF  | Argentina | Damián Elías Isern Fernández 'Pibe' |                |           |
|      | DEF  | Catalunya | Jordi Fernández 'Pitu'              |                | 1998-1999 |
|      | DEF  | Catalunya | Òscar Gely Casabosca                | juvenil        | 1999-2000 |
|      | DEF  | Catalunya | Antoni Sánchez                      | UE Sant Andreu | 2000-2001 |
|      | DEF  | Catalunya | Ramon Valera Tarragó                | CE Sant Celoni | 2000-2001 |
|      | DEF  | Catalunya | Sergio Cáceres Exojo 'Sese'         | FC Cardedeu    | 2000-2001 |
|      | DEF  | Catalunya | Albert Masoliver López              | juvenil        | 2000-2001 |
|      | DEF  | Catalunya | Roger Bellavista Fortuny            | juvenil        | 2000-2001 |
|      | DEF  | Catalunya | Gerard Colomo Barreiro              | juvenil        | 2000-2001 |
|      | MIG  | Andalusia | Manuel Parralo Aguilera             |                |           |
|      | MIG  | Catalunya | José Antonio Linares Blanco         |                |           |
|      | MIG  | Catalunya | León                                |                |           |
|      | MIG  | Catalunya | Raúl Navarro Alegre                 | FC Andorra     | 2000-2001 |
|      | MIG  | Catalunya | Jacobo                              |                | 2000-2001 |
|      | MIG  | Catalunya | Alberto                             | juvenil        | 2000-2001 |
|      | MIG  | Catalunya | Borrell                             | juvenil        | 2000-2001 |
|      | MIG  | Navarra   | Tarsicio Aguado Simón 'Tarsi'       | UE Cornellà    | 2000-2001 |
|      | MIG  | Catalunya | Diego Carrillo Pendás               | juvenil        | 2000-2001 |
|      | MIG  | Catalunya | Sergi Antolín González              | juvenil        | 2000-2001 |
|      | MIG  | Catalunya | Francisco Javier Rubio Rodríguez    | juvenil        | 2000-2001 |
|      | MIG  | Catalunya | Joan                                | juvenil        | 2000-2001 |
|      | DAV  | Catalunya | Jerónimo Muñoz Alba 'Jero'          |                |           |
|      | DAV  | Catalunya | Jesús García Barea 'Chus'           |                |           |
|      | DAV  | Catalunya | Juan Antonio                        |                |           |
|      | DAV  | Catalunya | Salvador Soriano Campos             | UE Poble Sec   | 2000-2001 |
|      | DAV  | Catalunya | Carlos Javier López Cazorla         | FC Cardedeu    | 2000-2001 |
|      | DAV  | Catalunya | Manel Guerrero Arca                 | juvenil        | 2000-2001 |
|      | DAV  | Catalunya | Abel                                | CE Europa      | 2000-2001 |
|      | DAV  | Catalunya | Manuel García Ferrer 'Manolo'       | AEC Manlleu    | 2000-2001 |
|      | DAV  | Catalunya | Enric Pi Solà                       | juvenil        | 2000-2001 |
|      | DAV  | Catalunya | Rubén Soler Navas                   | juvenil        | 2000-2001 |

Altres jugadors utilitzats a la pretemporada: Xavier Gurri López, Jordi Marín (juvenil), Yosee (Cosmos), Miguel Ángel Tomasetti Morales, Salva (juvenil), Miquel Poyatos (juvenil), Farràs, Nakai, Miguel Esmeralda, David Serra, Vives, Alejandro Pérez Quesada (juvenil). 

Llegenda:  ·   Capità  ·   Juvenil  ·   Lesionat  ·   Altes  ·   Passaport europeu  ·   Extracomunitari  ·   Extracomunitari sense restricció
| Baixes 1999-2000          | Destinació              |
| Roger Segalés Echalecu    | CE Premià               |
| Eugeni Fernández          |                         |
| Antoni Cruz               |                         |
| Javier Vázquez Molano     | Girona FC               |
| Chiqui                    | UE Rubí                 |
| Francesc Borrell Iglesias | CD Banyoles             |
| Ramon Borrell Iglesias    | CD Banyoles             |
| Cesc                      | CE Sant Celoni          |
| Oriol                     | CE Sant Celoni          |
| Miguel Esmeralda          | Club Atlètic del Vallès |

| Baixes 2000-2001              | Destinació           |
| Xavier Gurri López            | retirat              |
| Jordi Marín                   | FC Sant Cugat Esport |
| David Serra                   |                      |
| José Antonio Linares Blanco   | UE Tàrrega           |
| Jerónimo Muñoz Alba 'Jero'    |                      |
| Ramon Valera Tarragó          |                      |
| Jacobo                        |                      |
| Abel                          |                      |
| León                          |                      |
| Manuel García Ferrer 'Manolo' |                      |
| Antoni Sánchez                |                      |
| Salvador Soriano Campos       |                      |

| Jornades | 01 | 02 | 03 | 04 | 05 | 06 | 07 | 08 | 09 | 10 | 11 | 12 | 08 | 13 | 14 | 15 | 16 | 17 | 18 | 19 | 20 | 21 | 23 | 24 | 25 | 26 | 27 | 28 | 29 | 30 | 31 | 32 | 22 | 33 | 34 | 35 | 36 | 37 | 38 | Sumatoris       | PJ              | GM | GE | TG  | TV |
| --- | --- | --- | --- | --- | --- | --- | --- | --- | --- | --- | --- | --- | --- | --- | --- | --- | --- | --- | --- | --- | --- | --- | --- | --- | --- | --- | --- | --- | --- | --- | --- | --- | --- | --- | --- | --- | --- | --- | --- | --------------- | --------------- | -- | -- | --- | -- |
| Pitu | T | T | T | T | T | T | T | T | T | | T | T | T | T | T | T | T | T | T | T | T | T | S | T | T | E | E | T | T | T | T | T | T | T | T | T | E | T | T | Pitu            | 37              |    |    | 12  | 2  |
| Chus | | T | S | T | T | T | T | T | T | T | S | T | T | T | T | S | T | S | T | T | T | E | E | E | | T | T | T | S | T | T | S | S | S | T | T | T | T | T | Chus            | 36              | 1  |    | 8   | 1  |
| Raúl | | T | T | T | S | S | T | T | E | S | T | S | T | T | T | T | S | T | T | | S | S | T | T | S | S | S | T | T | T | T | T | T | T | S | | T | T | T | Raúl            | 35              | 7  |    | 10  | 2  |
| Tarsi | | | | | | E | E | T | T | T | T | T | T | T | T | T | T | T | T | | T | T | T | T | T | T | T | S | S | S | T | T | T | T | T | S | T | | | Tarsi           | 30              |    |    | 7   | 1  |
| Sese | T | | T | | E | E | E | T | T | T | | | T | T | T | S | T | T | S | T | T | T | | | T | S | T | T | T | T | T | T | T | T | T | T | T | | | Sese            | 30              |    |    | 9   | 4  |
| Parralo | T | T | T | S | T | T | T | | S | T | T | T | | | | | | | | T | E | E | T | S | T | T | T | T | T | T | S | E | T | S | S | | | T | S | Parralo         | 29              | 7  |    | 15  | 1  |
| Carlos López | S | E | S | E | E | E | | | | T | E | E | T | E | E | E | S | S | S | S | E | S | S | T | | | | E | | E | E | E | E | E | | | | | | Carlos López    | 27              | 1  |    | 4   | 1  |
| Soriano | S | S | T | S | S | S | S | T | T | T | S | S | T | S | S | T | S | T | T | | S | T | E | S | S | T | T | E | | | | | | | | | | | | Soriano         | 26              | 13 |    | 2   | 1  |
| Pibe | S | T | T | T | S | T | T | T | T | S | T | T | T | T | T | T | T | T | T | T | T | T | T | T | | | | | | | | | | | | T | S | | | Pibe            | 25              | 2  |    | 13  | 2  |
| Toni | T | | | T | T | T | T | T | T | | | S | | T | T | T | T | T | T | T | T | S | T | T | T | T | T | E | | | | | | | | | | | | Toni            | 23              | 3  |    | 11  | 1  |
| Guerrero | T | T | T | T | T | S | T | T | S | | T | T | T | S | | S | | E | E | S | S | T | | | | | | | | | | | | | | S | S | S | S | Guerrero        | 22              | 3  |    |     |    |
| Barragán | | | | T | T | T | T | T | T | T | | | | T | T | T | T | T | T | | T | T | | | | | | T | T | T | T | | | | | T | T | | | Barragán        | 21              |    | 30 | 3   |    |
| Juli | | | | | T | T | S | T | T | T | T | T | T | T | T | T | T | S | S | T | T | T | T | | | | | | | | | | | | E | T | T | | | Juli            | 21              |    |    | 6   | 1  |
| Segarra | T | T | T | | | | | | | | T | T | T | | | | | | | T | | | T | T | T | T | T | | | | | T | T | T | T | | | T | T | Segarra         | 18              |    | 35 | 1   |    |
| Gely | | | | | | | | | | | | | | | | | | | | | | | T | T | T | T | S | T | T | T | T | T | T | T | S | S | T | T | T | Gely            | 17              | 1  |    | 2   |    |
| Alberto | E | E | E | E | E | | | | E | T | E | E | | | | | E | E | E | | | | E | E | E | | E | | E | | | | | | | | | | | Alberto         | 17              |    |    | 3   | 1  |
| Diego Carrillo | | | | | | | | | | | | | | | | | | | | | | | | | | S | S | T | T | T | T | S | S | T | T | T | T | S | T | Diego Carrillo  | 14              | 2  |    | 6   | 1  |
| Enric Pi | | | | | | | | | | | | | | | | | | | | | | | | | | | | S | T | S | T | T | S | S | T | E | S | E | E | Enric Pi        | 12              | 2  |    | 2   |    |
| Valera | T | T | T | T | T | T | S | | | | | | | | | E | E | | E | S | | | | | | | | | | | | | | | | | | | | Valera          | 11              |    |    | 1   |    |
| Rubén Soler | | | | | | | | | | | | | | | | | | | | | | | | | E | T | | S | | S | S | S | T | E | T | | | | E | Rubén Soler     | 10              | 5  |    | 2   |    |
| Antolín | | | | | | | | | | | | | | | | | | | | | | | | | E | | | | E | | | T | E | T | E | T | | E | E | Antolín         | 9               | 1  |    | 4   | 1  |
| Juan Antonio | E | S | | | | | E | | | E | | | | | | | | | | | | | | | | E | | | S | E | | E | | | | E | | | | Juan Antonio    | 9               |    |    | 1   |    |
| León | | | | S | | | | | | | S | | | | | | | E | | E | | | | E | S | | E | | | | | | | | | | | | | León            | 7               |    |    | 1   |    |
| Abel | | | | | | | | | | | | | | | S | E | E | | | E | E | E | | | | | | | | | | | | | | | | | | Abel            | 6               |    |    |     |    |
| Bellavista | | | | | | | | | | | | | | | | | | | | | | | | | | | | | | | | | | | | E | E | T | T | Bellavista      | 4               | 1  |    | 2   |    |
| Manolo | | | | | | | | | | | | | | | | | | | | | | | S | S | T | | T | | | | | | | | | | | | | Manolo          | 4               |    |    | 1   |    |
| Fran Rubio | | | | | | | | | | | | | | | | | | | | | | | | | | | | | | E | E | | | | | | | T | S | Fran Rubio      | 4               |    |    | 1   |    |
| Joan | | | | | | | | | | | | | | | | | | | | | | | | | | | | | E | | | | E | | E | | E | | | Joan            | 4               |    |    |     |    |
| Masoliver | | | | | | | | | | | | | | | | | | | | | | | | | | | | | | | | | | E | | | | T | T | Masoliver       | 3               |    |    | 1   |    |
| Jero | E | E | | | | | | | | | E | | | | | | | | | | | | | | | | | | | | | | | | | | | | | Jero            | 3               |    |    |     |    |
| Jacobo | | | | | | | | | | | | | | E | E | | | | | E | | | | | | | | | | | | | | | | | | | | Jacobo          | 3               |    |    | 1   |    |
| Linares | | S | E | E | | | | | | | | | | | | | | | | | | | | | | | | | | | | | | | | | | | | Linares         | 3               |    |    | 1   |    |
| Gerard | | | | | | | | | | E | | E | | | | | | | | | | | | | | | | | | | | | | | | | | | | Gerard          | 2               |    |    |     |    |
| Borrell | | | | | | | | | | | | | | | | | | | | | | | | | | E | | | | | | | | | | | | | | Borrell         | 1               |    |    |     |    |
| T:titular, S:surt, E:entra, ES:entra i surt, PJ:partits jugats, GM:gols marcats, GE:gols encaixats, TG:targetes grogues, TV:targetes vermelles \| groga \| groga + groga \| groga + vermella \| vermella \| sanció \| lesió \| baixa \| | T:titular, S:surt, E:entra, ES:entra i surt, PJ:partits jugats, GM:gols marcats, GE:gols encaixats, TG:targetes grogues, TV:targetes vermelles \| groga \| groga + groga \| groga + vermella \| vermella \| sanció \| lesió \| baixa \| | T:titular, S:surt, E:entra, ES:entra i surt, PJ:partits jugats, GM:gols marcats, GE:gols encaixats, TG:targetes grogues, TV:targetes vermelles \| groga \| groga + groga \| groga + vermella \| vermella \| sanció \| lesió \| baixa \| | T:titular, S:surt, E:entra, ES:entra i surt, PJ:partits jugats, GM:gols marcats, GE:gols encaixats, TG:targetes grogues, TV:targetes vermelles \| groga \| groga + groga \| groga + vermella \| vermella \| sanció \| lesió \| baixa \| | T:titular, S:surt, E:entra, ES:entra i surt, PJ:partits jugats, GM:gols marcats, GE:gols encaixats, TG:targetes grogues, TV:targetes vermelles \| groga \| groga + groga \| groga + vermella \| vermella \| sanció \| lesió \| baixa \| | T:titular, S:surt, E:entra, ES:entra i surt, PJ:partits jugats, GM:gols marcats, GE:gols encaixats, TG:targetes grogues, TV:targetes vermelles \| groga \| groga + groga \| groga + vermella \| vermella \| sanció \| lesió \| baixa \| | T:titular, S:surt, E:entra, ES:entra i surt, PJ:partits jugats, GM:gols marcats, GE:gols encaixats, TG:targetes grogues, TV:targetes vermelles \| groga \| groga + groga \| groga + vermella \| vermella \| sanció \| lesió \| baixa \| | T:titular, S:surt, E:entra, ES:entra i surt, PJ:partits jugats, GM:gols marcats, GE:gols encaixats, TG:targetes grogues, TV:targetes vermelles \| groga \| groga + groga \| groga + vermella \| vermella \| sanció \| lesió \| baixa \| | T:titular, S:surt, E:entra, ES:entra i surt, PJ:partits jugats, GM:gols marcats, GE:gols encaixats, TG:targetes grogues, TV:targetes vermelles \| groga \| groga + groga \| groga + vermella \| vermella \| sanció \| lesió \| baixa \| | T:titular, S:surt, E:entra, ES:entra i surt, PJ:partits jugats, GM:gols marcats, GE:gols encaixats, TG:targetes grogues, TV:targetes vermelles \| groga \| groga + groga \| groga + vermella \| vermella \| sanció \| lesió \| baixa \| | T:titular, S:surt, E:entra, ES:entra i surt, PJ:partits jugats, GM:gols marcats, GE:gols encaixats, TG:targetes grogues, TV:targetes vermelles \| groga \| groga + groga \| groga + vermella \| vermella \| sanció \| lesió \| baixa \| | T:titular, S:surt, E:entra, ES:entra i surt, PJ:partits jugats, GM:gols marcats, GE:gols encaixats, TG:targetes grogues, TV:targetes vermelles \| groga \| groga + groga \| groga + vermella \| vermella \| sanció \| lesió \| baixa \| | T:titular, S:surt, E:entra, ES:entra i surt, PJ:partits jugats, GM:gols marcats, GE:gols encaixats, TG:targetes grogues, TV:targetes vermelles \| groga \| groga + groga \| groga + vermella \| vermella \| sanció \| lesió \| baixa \| | T:titular, S:surt, E:entra, ES:entra i surt, PJ:partits jugats, GM:gols marcats, GE:gols encaixats, TG:targetes grogues, TV:targetes vermelles \| groga \| groga + groga \| groga + vermella \| vermella \| sanció \| lesió \| baixa \| | T:titular, S:surt, E:entra, ES:entra i surt, PJ:partits jugats, GM:gols marcats, GE:gols encaixats, TG:targetes grogues, TV:targetes vermelles \| groga \| groga + groga \| groga + vermella \| vermella \| sanció \| lesió \| baixa \| | T:titular, S:surt, E:entra, ES:entra i surt, PJ:partits jugats, GM:gols marcats, GE:gols encaixats, TG:targetes grogues, TV:targetes vermelles \| groga \| groga + groga \| groga + vermella \| vermella \| sanció \| lesió \| baixa \| | T:titular, S:surt, E:entra, ES:entra i surt, PJ:partits jugats, GM:gols marcats, GE:gols encaixats, TG:targetes grogues, TV:targetes vermelles \| groga \| groga + groga \| groga + vermella \| vermella \| sanció \| lesió \| baixa \| | T:titular, S:surt, E:entra, ES:entra i surt, PJ:partits jugats, GM:gols marcats, GE:gols encaixats, TG:targetes grogues, TV:targetes vermelles \| groga \| groga + groga \| groga + vermella \| vermella \| sanció \| lesió \| baixa \| | T:titular, S:surt, E:entra, ES:entra i surt, PJ:partits jugats, GM:gols marcats, GE:gols encaixats, TG:targetes grogues, TV:targetes vermelles \| groga \| groga + groga \| groga + vermella \| vermella \| sanció \| lesió \| baixa \| | T:titular, S:surt, E:entra, ES:entra i surt, PJ:partits jugats, GM:gols marcats, GE:gols encaixats, TG:targetes grogues, TV:targetes vermelles \| groga \| groga + groga \| groga + vermella \| vermella \| sanció \| lesió \| baixa \| | T:titular, S:surt, E:entra, ES:entra i surt, PJ:partits jugats, GM:gols marcats, GE:gols encaixats, TG:targetes grogues, TV:targetes vermelles \| groga \| groga + groga \| groga + vermella \| vermella \| sanció \| lesió \| baixa \| | T:titular, S:surt, E:entra, ES:entra i surt, PJ:partits jugats, GM:gols marcats, GE:gols encaixats, TG:targetes grogues, TV:targetes vermelles \| groga \| groga + groga \| groga + vermella \| vermella \| sanció \| lesió \| baixa \| | T:titular, S:surt, E:entra, ES:entra i surt, PJ:partits jugats, GM:gols marcats, GE:gols encaixats, TG:targetes grogues, TV:targetes vermelles \| groga \| groga + groga \| groga + vermella \| vermella \| sanció \| lesió \| baixa \| | T:titular, S:surt, E:entra, ES:entra i surt, PJ:partits jugats, GM:gols marcats, GE:gols encaixats, TG:targetes grogues, TV:targetes vermelles \| groga \| groga + groga \| groga + vermella \| vermella \| sanció \| lesió \| baixa \| | T:titular, S:surt, E:entra, ES:entra i surt, PJ:partits jugats, GM:gols marcats, GE:gols encaixats, TG:targetes grogues, TV:targetes vermelles \| groga \| groga + groga \| groga + vermella \| vermella \| sanció \| lesió \| baixa \| | T:titular, S:surt, E:entra, ES:entra i surt, PJ:partits jugats, GM:gols marcats, GE:gols encaixats, TG:targetes grogues, TV:targetes vermelles \| groga \| groga + groga \| groga + vermella \| vermella \| sanció \| lesió \| baixa \| | T:titular, S:surt, E:entra, ES:entra i surt, PJ:partits jugats, GM:gols marcats, GE:gols encaixats, TG:targetes grogues, TV:targetes vermelles \| groga \| groga + groga \| groga + vermella \| vermella \| sanció \| lesió \| baixa \| | T:titular, S:surt, E:entra, ES:entra i surt, PJ:partits jugats, GM:gols marcats, GE:gols encaixats, TG:targetes grogues, TV:targetes vermelles \| groga \| groga + groga \| groga + vermella \| vermella \| sanció \| lesió \| baixa \| | T:titular, S:surt, E:entra, ES:entra i surt, PJ:partits jugats, GM:gols marcats, GE:gols encaixats, TG:targetes grogues, TV:targetes vermelles \| groga \| groga + groga \| groga + vermella \| vermella \| sanció \| lesió \| baixa \| | T:titular, S:surt, E:entra, ES:entra i surt, PJ:partits jugats, GM:gols marcats, GE:gols encaixats, TG:targetes grogues, TV:targetes vermelles \| groga \| groga + groga \| groga + vermella \| vermella \| sanció \| lesió \| baixa \| | T:titular, S:surt, E:entra, ES:entra i surt, PJ:partits jugats, GM:gols marcats, GE:gols encaixats, TG:targetes grogues, TV:targetes vermelles \| groga \| groga + groga \| groga + vermella \| vermella \| sanció \| lesió \| baixa \| | T:titular, S:surt, E:entra, ES:entra i surt, PJ:partits jugats, GM:gols marcats, GE:gols encaixats, TG:targetes grogues, TV:targetes vermelles \| groga \| groga + groga \| groga + vermella \| vermella \| sanció \| lesió \| baixa \| | T:titular, S:surt, E:entra, ES:entra i surt, PJ:partits jugats, GM:gols marcats, GE:gols encaixats, TG:targetes grogues, TV:targetes vermelles \| groga \| groga + groga \| groga + vermella \| vermella \| sanció \| lesió \| baixa \| | T:titular, S:surt, E:entra, ES:entra i surt, PJ:partits jugats, GM:gols marcats, GE:gols encaixats, TG:targetes grogues, TV:targetes vermelles \| groga \| groga + groga \| groga + vermella \| vermella \| sanció \| lesió \| baixa \| | T:titular, S:surt, E:entra, ES:entra i surt, PJ:partits jugats, GM:gols marcats, GE:gols encaixats, TG:targetes grogues, TV:targetes vermelles \| groga \| groga + groga \| groga + vermella \| vermella \| sanció \| lesió \| baixa \| | T:titular, S:surt, E:entra, ES:entra i surt, PJ:partits jugats, GM:gols marcats, GE:gols encaixats, TG:targetes grogues, TV:targetes vermelles \| groga \| groga + groga \| groga + vermella \| vermella \| sanció \| lesió \| baixa \| | T:titular, S:surt, E:entra, ES:entra i surt, PJ:partits jugats, GM:gols marcats, GE:gols encaixats, TG:targetes grogues, TV:targetes vermelles \| groga \| groga + groga \| groga + vermella \| vermella \| sanció \| lesió \| baixa \| | T:titular, S:surt, E:entra, ES:entra i surt, PJ:partits jugats, GM:gols marcats, GE:gols encaixats, TG:targetes grogues, TV:targetes vermelles \| groga \| groga + groga \| groga + vermella \| vermella \| sanció \| lesió \| baixa \| | T:titular, S:surt, E:entra, ES:entra i surt, PJ:partits jugats, GM:gols marcats, GE:gols encaixats, TG:targetes grogues, TV:targetes vermelles \| groga \| groga + groga \| groga + vermella \| vermella \| sanció \| lesió \| baixa \| | T:titular, S:surt, E:entra, ES:entra i surt, PJ:partits jugats, GM:gols marcats, GE:gols encaixats, TG:targetes grogues, TV:targetes vermelles \| groga \| groga + groga \| groga + vermella \| vermella \| sanció \| lesió \| baixa \| | En pròpia porta | En pròpia porta |    |    |     |    |
| T:titular, S:surt, E:entra, ES:entra i surt, PJ:partits jugats, GM:gols marcats, GE:gols encaixats, TG:targetes grogues, TV:targetes vermelles \| groga \| groga + groga \| groga + vermella \| vermella \| sanció \| lesió \| baixa \| | T:titular, S:surt, E:entra, ES:entra i surt, PJ:partits jugats, GM:gols marcats, GE:gols encaixats, TG:targetes grogues, TV:targetes vermelles \| groga \| groga + groga \| groga + vermella \| vermella \| sanció \| lesió \| baixa \| | T:titular, S:surt, E:entra, ES:entra i surt, PJ:partits jugats, GM:gols marcats, GE:gols encaixats, TG:targetes grogues, TV:targetes vermelles \| groga \| groga + groga \| groga + vermella \| vermella \| sanció \| lesió \| baixa \| | T:titular, S:surt, E:entra, ES:entra i surt, PJ:partits jugats, GM:gols marcats, GE:gols encaixats, TG:targetes grogues, TV:targetes vermelles \| groga \| groga + groga \| groga + vermella \| vermella \| sanció \| lesió \| baixa \| | T:titular, S:surt, E:entra, ES:entra i surt, PJ:partits jugats, GM:gols marcats, GE:gols encaixats, TG:targetes grogues, TV:targetes vermelles \| groga \| groga + groga \| groga + vermella \| vermella \| sanció \| lesió \| baixa \| | T:titular, S:surt, E:entra, ES:entra i surt, PJ:partits jugats, GM:gols marcats, GE:gols encaixats, TG:targetes grogues, TV:targetes vermelles \| groga \| groga + groga \| groga + vermella \| vermella \| sanció \| lesió \| baixa \| | T:titular, S:surt, E:entra, ES:entra i surt, PJ:partits jugats, GM:gols marcats, GE:gols encaixats, TG:targetes grogues, TV:targetes vermelles \| groga \| groga + groga \| groga + vermella \| vermella \| sanció \| lesió \| baixa \| | T:titular, S:surt, E:entra, ES:entra i surt, PJ:partits jugats, GM:gols marcats, GE:gols encaixats, TG:targetes grogues, TV:targetes vermelles \| groga \| groga + groga \| groga + vermella \| vermella \| sanció \| lesió \| baixa \| | T:titular, S:surt, E:entra, ES:entra i surt, PJ:partits jugats, GM:gols marcats, GE:gols encaixats, TG:targetes grogues, TV:targetes vermelles \| groga \| groga + groga \| groga + vermella \| vermella \| sanció \| lesió \| baixa \| | T:titular, S:surt, E:entra, ES:entra i surt, PJ:partits jugats, GM:gols marcats, GE:gols encaixats, TG:targetes grogues, TV:targetes vermelles \| groga \| groga + groga \| groga + vermella \| vermella \| sanció \| lesió \| baixa \| | T:titular, S:surt, E:entra, ES:entra i surt, PJ:partits jugats, GM:gols marcats, GE:gols encaixats, TG:targetes grogues, TV:targetes vermelles \| groga \| groga + groga \| groga + vermella \| vermella \| sanció \| lesió \| baixa \| | T:titular, S:surt, E:entra, ES:entra i surt, PJ:partits jugats, GM:gols marcats, GE:gols encaixats, TG:targetes grogues, TV:targetes vermelles \| groga \| groga + groga \| groga + vermella \| vermella \| sanció \| lesió \| baixa \| | T:titular, S:surt, E:entra, ES:entra i surt, PJ:partits jugats, GM:gols marcats, GE:gols encaixats, TG:targetes grogues, TV:targetes vermelles \| groga \| groga + groga \| groga + vermella \| vermella \| sanció \| lesió \| baixa \| | T:titular, S:surt, E:entra, ES:entra i surt, PJ:partits jugats, GM:gols marcats, GE:gols encaixats, TG:targetes grogues, TV:targetes vermelles \| groga \| groga + groga \| groga + vermella \| vermella \| sanció \| lesió \| baixa \| | T:titular, S:surt, E:entra, ES:entra i surt, PJ:partits jugats, GM:gols marcats, GE:gols encaixats, TG:targetes grogues, TV:targetes vermelles \| groga \| groga + groga \| groga + vermella \| vermella \| sanció \| lesió \| baixa \| | T:titular, S:surt, E:entra, ES:entra i surt, PJ:partits jugats, GM:gols marcats, GE:gols encaixats, TG:targetes grogues, TV:targetes vermelles \| groga \| groga + groga \| groga + vermella \| vermella \| sanció \| lesió \| baixa \| | T:titular, S:surt, E:entra, ES:entra i surt, PJ:partits jugats, GM:gols marcats, GE:gols encaixats, TG:targetes grogues, TV:targetes vermelles \| groga \| groga + groga \| groga + vermella \| vermella \| sanció \| lesió \| baixa \| | T:titular, S:surt, E:entra, ES:entra i surt, PJ:partits jugats, GM:gols marcats, GE:gols encaixats, TG:targetes grogues, TV:targetes vermelles \| groga \| groga + groga \| groga + vermella \| vermella \| sanció \| lesió \| baixa \| | T:titular, S:surt, E:entra, ES:entra i surt, PJ:partits jugats, GM:gols marcats, GE:gols encaixats, TG:targetes grogues, TV:targetes vermelles \| groga \| groga + groga \| groga + vermella \| vermella \| sanció \| lesió \| baixa \| | T:titular, S:surt, E:entra, ES:entra i surt, PJ:partits jugats, GM:gols marcats, GE:gols encaixats, TG:targetes grogues, TV:targetes vermelles \| groga \| groga + groga \| groga + vermella \| vermella \| sanció \| lesió \| baixa \| | T:titular, S:surt, E:entra, ES:entra i surt, PJ:partits jugats, GM:gols marcats, GE:gols encaixats, TG:targetes grogues, TV:targetes vermelles \| groga \| groga + groga \| groga + vermella \| vermella \| sanció \| lesió \| baixa \| | T:titular, S:surt, E:entra, ES:entra i surt, PJ:partits jugats, GM:gols marcats, GE:gols encaixats, TG:targetes grogues, TV:targetes vermelles \| groga \| groga + groga \| groga + vermella \| vermella \| sanció \| lesió \| baixa \| | T:titular, S:surt, E:entra, ES:entra i surt, PJ:partits jugats, GM:gols marcats, GE:gols encaixats, TG:targetes grogues, TV:targetes vermelles \| groga \| groga + groga \| groga + vermella \| vermella \| sanció \| lesió \| baixa \| | T:titular, S:surt, E:entra, ES:entra i surt, PJ:partits jugats, GM:gols marcats, GE:gols encaixats, TG:targetes grogues, TV:targetes vermelles \| groga \| groga + groga \| groga + vermella \| vermella \| sanció \| lesió \| baixa \| | T:titular, S:surt, E:entra, ES:entra i surt, PJ:partits jugats, GM:gols marcats, GE:gols encaixats, TG:targetes grogues, TV:targetes vermelles \| groga \| groga + groga \| groga + vermella \| vermella \| sanció \| lesió \| baixa \| | T:titular, S:surt, E:entra, ES:entra i surt, PJ:partits jugats, GM:gols marcats, GE:gols encaixats, TG:targetes grogues, TV:targetes vermelles \| groga \| groga + groga \| groga + vermella \| vermella \| sanció \| lesió \| baixa \| | T:titular, S:surt, E:entra, ES:entra i surt, PJ:partits jugats, GM:gols marcats, GE:gols encaixats, TG:targetes grogues, TV:targetes vermelles \| groga \| groga + groga \| groga + vermella \| vermella \| sanció \| lesió \| baixa \| | T:titular, S:surt, E:entra, ES:entra i surt, PJ:partits jugats, GM:gols marcats, GE:gols encaixats, TG:targetes grogues, TV:targetes vermelles \| groga \| groga + groga \| groga + vermella \| vermella \| sanció \| lesió \| baixa \| | T:titular, S:surt, E:entra, ES:entra i surt, PJ:partits jugats, GM:gols marcats, GE:gols encaixats, TG:targetes grogues, TV:targetes vermelles \| groga \| groga + groga \| groga + vermella \| vermella \| sanció \| lesió \| baixa \| | T:titular, S:surt, E:entra, ES:entra i surt, PJ:partits jugats, GM:gols marcats, GE:gols encaixats, TG:targetes grogues, TV:targetes vermelles \| groga \| groga + groga \| groga + vermella \| vermella \| sanció \| lesió \| baixa \| | T:titular, S:surt, E:entra, ES:entra i surt, PJ:partits jugats, GM:gols marcats, GE:gols encaixats, TG:targetes grogues, TV:targetes vermelles \| groga \| groga + groga \| groga + vermella \| vermella \| sanció \| lesió \| baixa \| | T:titular, S:surt, E:entra, ES:entra i surt, PJ:partits jugats, GM:gols marcats, GE:gols encaixats, TG:targetes grogues, TV:targetes vermelles \| groga \| groga + groga \| groga + vermella \| vermella \| sanció \| lesió \| baixa \| | T:titular, S:surt, E:entra, ES:entra i surt, PJ:partits jugats, GM:gols marcats, GE:gols encaixats, TG:targetes grogues, TV:targetes vermelles \| groga \| groga + groga \| groga + vermella \| vermella \| sanció \| lesió \| baixa \| | T:titular, S:surt, E:entra, ES:entra i surt, PJ:partits jugats, GM:gols marcats, GE:gols encaixats, TG:targetes grogues, TV:targetes vermelles \| groga \| groga + groga \| groga + vermella \| vermella \| sanció \| lesió \| baixa \| | T:titular, S:surt, E:entra, ES:entra i surt, PJ:partits jugats, GM:gols marcats, GE:gols encaixats, TG:targetes grogues, TV:targetes vermelles \| groga \| groga + groga \| groga + vermella \| vermella \| sanció \| lesió \| baixa \| | T:titular, S:surt, E:entra, ES:entra i surt, PJ:partits jugats, GM:gols marcats, GE:gols encaixats, TG:targetes grogues, TV:targetes vermelles \| groga \| groga + groga \| groga + vermella \| vermella \| sanció \| lesió \| baixa \| | T:titular, S:surt, E:entra, ES:entra i surt, PJ:partits jugats, GM:gols marcats, GE:gols encaixats, TG:targetes grogues, TV:targetes vermelles \| groga \| groga + groga \| groga + vermella \| vermella \| sanció \| lesió \| baixa \| | T:titular, S:surt, E:entra, ES:entra i surt, PJ:partits jugats, GM:gols marcats, GE:gols encaixats, TG:targetes grogues, TV:targetes vermelles \| groga \| groga + groga \| groga + vermella \| vermella \| sanció \| lesió \| baixa \| | T:titular, S:surt, E:entra, ES:entra i surt, PJ:partits jugats, GM:gols marcats, GE:gols encaixats, TG:targetes grogues, TV:targetes vermelles \| groga \| groga + groga \| groga + vermella \| vermella \| sanció \| lesió \| baixa \| | T:titular, S:surt, E:entra, ES:entra i surt, PJ:partits jugats, GM:gols marcats, GE:gols encaixats, TG:targetes grogues, TV:targetes vermelles \| groga \| groga + groga \| groga + vermella \| vermella \| sanció \| lesió \| baixa \| | Per sanció      |                 |    |    |     |    |
| T:titular, S:surt, E:entra, ES:entra i surt, PJ:partits jugats, GM:gols marcats, GE:gols encaixats, TG:targetes grogues, TV:targetes vermelles \| groga \| groga + groga \| groga + vermella \| vermella \| sanció \| lesió \| baixa \| | T:titular, S:surt, E:entra, ES:entra i surt, PJ:partits jugats, GM:gols marcats, GE:gols encaixats, TG:targetes grogues, TV:targetes vermelles \| groga \| groga + groga \| groga + vermella \| vermella \| sanció \| lesió \| baixa \| | T:titular, S:surt, E:entra, ES:entra i surt, PJ:partits jugats, GM:gols marcats, GE:gols encaixats, TG:targetes grogues, TV:targetes vermelles \| groga \| groga + groga \| groga + vermella \| vermella \| sanció \| lesió \| baixa \| | T:titular, S:surt, E:entra, ES:entra i surt, PJ:partits jugats, GM:gols marcats, GE:gols encaixats, TG:targetes grogues, TV:targetes vermelles \| groga \| groga + groga \| groga + vermella \| vermella \| sanció \| lesió \| baixa \| | T:titular, S:surt, E:entra, ES:entra i surt, PJ:partits jugats, GM:gols marcats, GE:gols encaixats, TG:targetes grogues, TV:targetes vermelles \| groga \| groga + groga \| groga + vermella \| vermella \| sanció \| lesió \| baixa \| | T:titular, S:surt, E:entra, ES:entra i surt, PJ:partits jugats, GM:gols marcats, GE:gols encaixats, TG:targetes grogues, TV:targetes vermelles \| groga \| groga + groga \| groga + vermella \| vermella \| sanció \| lesió \| baixa \| | T:titular, S:surt, E:entra, ES:entra i surt, PJ:partits jugats, GM:gols marcats, GE:gols encaixats, TG:targetes grogues, TV:targetes vermelles \| groga \| groga + groga \| groga + vermella \| vermella \| sanció \| lesió \| baixa \| | T:titular, S:surt, E:entra, ES:entra i surt, PJ:partits jugats, GM:gols marcats, GE:gols encaixats, TG:targetes grogues, TV:targetes vermelles \| groga \| groga + groga \| groga + vermella \| vermella \| sanció \| lesió \| baixa \| | T:titular, S:surt, E:entra, ES:entra i surt, PJ:partits jugats, GM:gols marcats, GE:gols encaixats, TG:targetes grogues, TV:targetes vermelles \| groga \| groga + groga \| groga + vermella \| vermella \| sanció \| lesió \| baixa \| | T:titular, S:surt, E:entra, ES:entra i surt, PJ:partits jugats, GM:gols marcats, GE:gols encaixats, TG:targetes grogues, TV:targetes vermelles \| groga \| groga + groga \| groga + vermella \| vermella \| sanció \| lesió \| baixa \| | T:titular, S:surt, E:entra, ES:entra i surt, PJ:partits jugats, GM:gols marcats, GE:gols encaixats, TG:targetes grogues, TV:targetes vermelles \| groga \| groga + groga \| groga + vermella \| vermella \| sanció \| lesió \| baixa \| | T:titular, S:surt, E:entra, ES:entra i surt, PJ:partits jugats, GM:gols marcats, GE:gols encaixats, TG:targetes grogues, TV:targetes vermelles \| groga \| groga + groga \| groga + vermella \| vermella \| sanció \| lesió \| baixa \| | T:titular, S:surt, E:entra, ES:entra i surt, PJ:partits jugats, GM:gols marcats, GE:gols encaixats, TG:targetes grogues, TV:targetes vermelles \| groga \| groga + groga \| groga + vermella \| vermella \| sanció \| lesió \| baixa \| | T:titular, S:surt, E:entra, ES:entra i surt, PJ:partits jugats, GM:gols marcats, GE:gols encaixats, TG:targetes grogues, TV:targetes vermelles \| groga \| groga + groga \| groga + vermella \| vermella \| sanció \| lesió \| baixa \| | T:titular, S:surt, E:entra, ES:entra i surt, PJ:partits jugats, GM:gols marcats, GE:gols encaixats, TG:targetes grogues, TV:targetes vermelles \| groga \| groga + groga \| groga + vermella \| vermella \| sanció \| lesió \| baixa \| | T:titular, S:surt, E:entra, ES:entra i surt, PJ:partits jugats, GM:gols marcats, GE:gols encaixats, TG:targetes grogues, TV:targetes vermelles \| groga \| groga + groga \| groga + vermella \| vermella \| sanció \| lesió \| baixa \| | T:titular, S:surt, E:entra, ES:entra i surt, PJ:partits jugats, GM:gols marcats, GE:gols encaixats, TG:targetes grogues, TV:targetes vermelles \| groga \| groga + groga \| groga + vermella \| vermella \| sanció \| lesió \| baixa \| | T:titular, S:surt, E:entra, ES:entra i surt, PJ:partits jugats, GM:gols marcats, GE:gols encaixats, TG:targetes grogues, TV:targetes vermelles \| groga \| groga + groga \| groga + vermella \| vermella \| sanció \| lesió \| baixa \| | T:titular, S:surt, E:entra, ES:entra i surt, PJ:partits jugats, GM:gols marcats, GE:gols encaixats, TG:targetes grogues, TV:targetes vermelles \| groga \| groga + groga \| groga + vermella \| vermella \| sanció \| lesió \| baixa \| | T:titular, S:surt, E:entra, ES:entra i surt, PJ:partits jugats, GM:gols marcats, GE:gols encaixats, TG:targetes grogues, TV:targetes vermelles \| groga \| groga + groga \| groga + vermella \| vermella \| sanció \| lesió \| baixa \| | T:titular, S:surt, E:entra, ES:entra i surt, PJ:partits jugats, GM:gols marcats, GE:gols encaixats, TG:targetes grogues, TV:targetes vermelles \| groga \| groga + groga \| groga + vermella \| vermella \| sanció \| lesió \| baixa \| | T:titular, S:surt, E:entra, ES:entra i surt, PJ:partits jugats, GM:gols marcats, GE:gols encaixats, TG:targetes grogues, TV:targetes vermelles \| groga \| groga + groga \| groga + vermella \| vermella \| sanció \| lesió \| baixa \| | T:titular, S:surt, E:entra, ES:entra i surt, PJ:partits jugats, GM:gols marcats, GE:gols encaixats, TG:targetes grogues, TV:targetes vermelles \| groga \| groga + groga \| groga + vermella \| vermella \| sanció \| lesió \| baixa \| | T:titular, S:surt, E:entra, ES:entra i surt, PJ:partits jugats, GM:gols marcats, GE:gols encaixats, TG:targetes grogues, TV:targetes vermelles \| groga \| groga + groga \| groga + vermella \| vermella \| sanció \| lesió \| baixa \| | T:titular, S:surt, E:entra, ES:entra i surt, PJ:partits jugats, GM:gols marcats, GE:gols encaixats, TG:targetes grogues, TV:targetes vermelles \| groga \| groga + groga \| groga + vermella \| vermella \| sanció \| lesió \| baixa \| | T:titular, S:surt, E:entra, ES:entra i surt, PJ:partits jugats, GM:gols marcats, GE:gols encaixats, TG:targetes grogues, TV:targetes vermelles \| groga \| groga + groga \| groga + vermella \| vermella \| sanció \| lesió \| baixa \| | T:titular, S:surt, E:entra, ES:entra i surt, PJ:partits jugats, GM:gols marcats, GE:gols encaixats, TG:targetes grogues, TV:targetes vermelles \| groga \| groga + groga \| groga + vermella \| vermella \| sanció \| lesió \| baixa \| | T:titular, S:surt, E:entra, ES:entra i surt, PJ:partits jugats, GM:gols marcats, GE:gols encaixats, TG:targetes grogues, TV:targetes vermelles \| groga \| groga + groga \| groga + vermella \| vermella \| sanció \| lesió \| baixa \| | T:titular, S:surt, E:entra, ES:entra i surt, PJ:partits jugats, GM:gols marcats, GE:gols encaixats, TG:targetes grogues, TV:targetes vermelles \| groga \| groga + groga \| groga + vermella \| vermella \| sanció \| lesió \| baixa \| | T:titular, S:surt, E:entra, ES:entra i surt, PJ:partits jugats, GM:gols marcats, GE:gols encaixats, TG:targetes grogues, TV:targetes vermelles \| groga \| groga + groga \| groga + vermella \| vermella \| sanció \| lesió \| baixa \| | T:titular, S:surt, E:entra, ES:entra i surt, PJ:partits jugats, GM:gols marcats, GE:gols encaixats, TG:targetes grogues, TV:targetes vermelles \| groga \| groga + groga \| groga + vermella \| vermella \| sanció \| lesió \| baixa \| | T:titular, S:surt, E:entra, ES:entra i surt, PJ:partits jugats, GM:gols marcats, GE:gols encaixats, TG:targetes grogues, TV:targetes vermelles \| groga \| groga + groga \| groga + vermella \| vermella \| sanció \| lesió \| baixa \| | T:titular, S:surt, E:entra, ES:entra i surt, PJ:partits jugats, GM:gols marcats, GE:gols encaixats, TG:targetes grogues, TV:targetes vermelles \| groga \| groga + groga \| groga + vermella \| vermella \| sanció \| lesió \| baixa \| | T:titular, S:surt, E:entra, ES:entra i surt, PJ:partits jugats, GM:gols marcats, GE:gols encaixats, TG:targetes grogues, TV:targetes vermelles \| groga \| groga + groga \| groga + vermella \| vermella \| sanció \| lesió \| baixa \| | T:titular, S:surt, E:entra, ES:entra i surt, PJ:partits jugats, GM:gols marcats, GE:gols encaixats, TG:targetes grogues, TV:targetes vermelles \| groga \| groga + groga \| groga + vermella \| vermella \| sanció \| lesió \| baixa \| | T:titular, S:surt, E:entra, ES:entra i surt, PJ:partits jugats, GM:gols marcats, GE:gols encaixats, TG:targetes grogues, TV:targetes vermelles \| groga \| groga + groga \| groga + vermella \| vermella \| sanció \| lesió \| baixa \| | T:titular, S:surt, E:entra, ES:entra i surt, PJ:partits jugats, GM:gols marcats, GE:gols encaixats, TG:targetes grogues, TV:targetes vermelles \| groga \| groga + groga \| groga + vermella \| vermella \| sanció \| lesió \| baixa \| | T:titular, S:surt, E:entra, ES:entra i surt, PJ:partits jugats, GM:gols marcats, GE:gols encaixats, TG:targetes grogues, TV:targetes vermelles \| groga \| groga + groga \| groga + vermella \| vermella \| sanció \| lesió \| baixa \| | T:titular, S:surt, E:entra, ES:entra i surt, PJ:partits jugats, GM:gols marcats, GE:gols encaixats, TG:targetes grogues, TV:targetes vermelles \| groga \| groga + groga \| groga + vermella \| vermella \| sanció \| lesió \| baixa \| | T:titular, S:surt, E:entra, ES:entra i surt, PJ:partits jugats, GM:gols marcats, GE:gols encaixats, TG:targetes grogues, TV:targetes vermelles \| groga \| groga + groga \| groga + vermella \| vermella \| sanció \| lesió \| baixa \| | Totals          | Totals          | 49 | 65 | 130 | 20 |
| groga | groga + groga | groga + vermella | vermella | sanció | lesió | baixa | | | | | | | | | | | | | | | | | | | | | | | | | | | | | | | | | |                 |                 |    |    |     |    |

## Resultats i classificacions
| Amistosos |

| 29 juny 2000                    | CF Lliçà de Vall | 1 – 6 | EC Granollers | Lliçà de Vall |  |
| 75è aniversari CF Lliçà de Vall |                  |       |               | Municipal ·   |  |

| 12 agost 2000 | CE Europa                                                                                      | 1 – 0           | EC Granollers                                                               | Vila de Gràcia, Barcelona              |  |
| 19:00         | Ros 42' Covelo · Ruiz, Surrallés, Jaume, Cámara · Aguilera, Dani Bigas, Pau, Ros · Abel, Borja | Mundo Deportivo | Segarra Pibe, Toni, Sese, Chus Raúl, Marín, Parralo Jero, Soriano, Guerrero | Nou Sardenya · Ángel Marné Caballero · |  |

| 15 agost 2000 | FC Cardedeu | 2 – 1           | EC Granollers                                                                                       | Cardedeu            |  |
| 19:00         | Seoane 03' · Carlos López 10' Arrévola · Óscar, Escámez, Julio, Rodri · Clascà, Xavi Moreno · Ramon, Seoane, Carlos López · Cesc | Mundo Deportivo | 92' Soriano · Barragán · Pibe, Raúl, Sese, Chus · Alberto, Marín, Parralo · Farràs, Guerrero, Nakai | Municipal · Otero · |  |

| 20 agost 2000 | FC Sant Cugat Esport | 3 – 1           | EC Granollers                                                                                             | Sant Cugat del Vallès    |  |
| 19:30         | Joan 44' (p.) · Toni 85' · Juanele 88' (p.) Marc · Gorka, Navarro, Carlos Andrés, Pujol · Santi, Juanele, Javi González, Nando · Joan, Cristo | Mundo Deportivo | 75' (p.) Parralo · Segarra · Vives, Gurri, Pitu, Valera · Raúl, Marín, Parralo, Chus · Soriano, Tomasetti | Jaume Tubau · González · |  |

| 24 agost 2000 | EC Granollers                                                                 | 0 – 6           | FC Barcelona B | Granollers                          |  |
| 20:15         | Segarra Pibe, Toni, Valera, Pitu Raúl, Parralo, Gurri, Guerrero Chus, Soriano | Mundo Deportivo | 10' Alberto · 14' Miki Albert · 50' Sergio · 66' Nano · 70' 85' Perona Javi Ruiz · Carrión, David, Dani, Bermudo · Arteta, Motta · Babangida, Alberto, Santamaría · Miki Albert | Carrer Girona · Rebollo Fernández · |  |

| 27 agost 2000 | CE Vilassar de Dalt                                                                                             | 1 – 1           | EC Granollers                                                                                | Vilassar de Dalt            |  |
| 18:00         | Robles 64' (p.) Pàmies · Pérez, Torrents, Senez, Campañá · Robles, Povedano, Sánchez, A. Sánchez · García, Font | Mundo Deportivo | 18' Toni Segarra · Pibe, Toni, Valera, David · Raúl, Sese, Parralo, Guerrero · Jero, Soriano | Vallmorena · Manuel Baena · |  |

| 1 setembre 2000 | EC Granollers | 3 – 3 | AEC Manlleu | Granollers      |  |
|                 |               |       |             | Carrer Girona · |  |

| Primera Divisió Catalana |

| 10 setembre 2000 | EC Granollers                                                                  | 0 – 5           | CD Boomerang | Granollers                                    |  |
| 16:30 Jornada 1  | Segarra Pibe, Toni, Pitu, Valera Sese, Parralo, Carlos López Soriano, Guerrero | Mundo Deportivo | 21' Iván · 37' David Alonso · 49' 56' Angelillo · 80' Tomás Xavi Navarro · Adri, Manolo, David García, Rubén · Jaume Gomà, Carlos, Xavi Ribes, Angelillo · Iván, David Alonso | Carrer Girona · Ángel González Pleguezuelos · |  |

| 17 setembre 2000 | CF Ripollet                                                                                | 0 – 0           | EC Granollers                                                                           | Ripollet                         |  |
| 12:00 Jornada 2  | Gandoy Fran, Óscar Casto, Jorge, Óscar Rodríguez Pep, Torres, Jordi, Lluís Grasas, Montero | Mundo Deportivo | Segarra Pibe, Pitu, Valera, Raúl Juan Antonio, Parralo, Guerrero, Soriano Chus, Linares | Municipal · Sergio Opi Beneito · |  |

| 24 setembre 2000 | EC Granollers                                                                                            | 1 – 3           | FC Andorra | Granollers                              |  |
| 16:30 Jornada 3  | Soriano 73' · Segarra · Pibe, Pitu, Valera, Sese · Raúl, Chus, Parralo, Guerrero · Soriano, Carlos López | Mundo Deportivo | 66' Juli Sánchez · 71' González · 86' Fernando Koldo · Gea, Mindarro, Obregón, Aloisio · Emiliano, Sonejee, Justo Ruiz, Juli Sánchez · Lucendo, González | Carrer Girona · Miguel Vázquez Porras · |  |

| 1 octubre 2000  | FC Martinenc | 2 – 2           | EC Granollers | El Guinardó, Barcelona                                   |  |
| 12:00 Jornada 4 | Miguel Ángel 29' · Carrero 85' Xavo · Marc, Miguel Ángel, Cruz, Fran · Carrero, Iván Gimeno, Álex, Ribó · Johan, Quim | Mundo Deportivo | 45' (p.) Parralo · 68' Guerrero Barragán · Pibe, Toni, Valera, Pitu · León, Raúl, Parralo, García · Soriano, Guerrero | Camp Municipal del Guinardó · Alfonso Colmenal Pomares · |  |

| 8 octubre 2000  | EC Granollers | 4 – 1           | UDA Gramenet B                                                                                       | Granollers     |  |
| 16:30 Jornada 5 | Parralo 20' 57' · Toni 44' · Guerrero 80' Barragán · Juli, Toni, Valera, Pitu · Pibe, Navarro, Parralo, Guerrero · Soriano, Chus | Mundo Deportivo | 02' Sayol · Yeste · Merlos, Durán, Alberto, Sayol · Peque, Sergi, Guerrero, Francisco · Espín, Costa | Marià Medina · |  |

| 12 octubre 2000 | AE Prat | 2 – 2           | EC Granollers                                                                                              | El Prat de Llobregat                   |  |
| 12:00 Jornada 6 | Lay 54' · Ismael 90' Costa · Vicente, Molinero, Cortés, Andrés · Ismael, Arenas, Carlitos, Moreno · Lay, Salva | Mundo Deportivo | 07' Soriano · 46' Chus Barragán · Juli, Toni, Varela, Pitu · Pibe, Raúl, Parralo, Guerrero · Soriano, Chus | Fondo d'en Peixo · Sergi Pérez Llena · |  |

| 15 octubre 2000 | EC Granollers                                                                                       | 2 – 0           | CD Masnou                                                                                  | Granollers                            |  |
| 16:30 Jornada 7 | Soriano 38' 39' Barragán · Juli, Toni, Valera, Pitu · Pibe, Raúl, Parralo, Guerrero · Soriano, Chus | Mundo Deportivo | Dalmau Xavi Pérez, Vergés, Plaza, Escudero Álex, Álvarez, Canals, Ángel Campoy, Javi Román | Carrer Girona · César Otal González · |  |

| 22 octubre 2000                                       | UE Castelldefels                                                                                       | 1 – 0 (suspès)  | EC Granollers                                                             | Castelldefels                         |  |
| 12:00 Suspès per pluja al descans Jornada 8 (1a part) | Roma 27' Moreno · Pastor, Paquito, Martín Broli, Roma · Toni I, Gris, Quique, Brea · Alberto, Villegas | Mundo Deportivo | Barragán Juli, Toni, Sese, Pitu Pibe, Raúl, Tarsi, Guerrero Soriano, Chus | Els Canyars · Martín García Jiménez · |  |

| 29 octubre 2000 | EC Granollers | 3 – 1           | CF Vilanova | Granollers                        |  |
| 16:30 Jornada 9 | Guerrero 16' · Parralo 65' (p.) · Pibe 85' Barragán · Juli, Toni, Sese, Pitu · Pibe, Tarsi, Parralo, Guerrero · Soriano, Chus | Mundo Deportivo | 26' Luismi · Massana · Sabrià, Álvaro Conesa, Fontfría, Carlos · Pujante, Andreu, Koke, Baena · Luismi, Arjona | Carrer Girona · Yuberos Vicente · |  |

| 1 novembre 2000  | CF Pobla de Mafumet                                                                                                  | 3 – 0           | EC Granollers                                                                       | La Pobla de Mafumet                |  |
| 17:00 Jornada 10 | Toni 04' 11' · Carrasco 61' Dani · Soto, Selvi, Gerard, Rubio · Orús, Jonathan, Benito, Iván Robles · Kiko, Carrasco | Mundo Deportivo | Barragán Juli, Pibe, Sese, Chus Raúl, Tarsi, Parralo, Alberto Soriano, Carlos López | Municipal · Antoni García Català · |  |

| 5 novembre 2000  | EC Granollers                                                                                 | 1 – 0           | CF Peralada                                                                             | Granollers                              |  |
| 16:30 Jornada 11 | Soriano 18' Segarra · Juli, Pibe, Parralo, Pitu · León, Tarsi, Raúl, Guerrero · Soriano, Chus | Mundo Deportivo | Gerard Fondecava, Armengol, Tito, Escandell Alberto, Sergi, Eugeni, Diego Juanito, Nene | Carrer Girona · Gustavo Rebollo López · |  |

| 12 novembre 2000 | UE Rubí | 3 – 0           | EC Granollers                                                               | Rubí                      |  |
| 12:00 Jornada 12 | Soriano 58' · Castillo 66' · Bayarri 85' Kiko · Siscu, Alberto, Carles, Xavi López · Caño, Bayarri, Castillo, Juan Carlos · Soriano, Joaquín | Mundo Deportivo | Segarra Juli, Toni, Parralo, Pitu Pibe, Tarsi, Raúl, Guerrero Soriano, Chus | Can Rosés · Valdés Díaz · |  |

| 15 novembre 2000          | UE Castelldefels                                                                                        | 2 – 0           | EC Granollers                                                                    | Castelldefels                            |  |
| 21:00 Jornada 8 (2a part) | Oliver 83' Moreno · Pastor, Paquito, Martín Broli, Roma · Toni I, Gris, Quique, Brea · Oliver, Villegas | Mundo Deportivo | Segarra Juli, Pibe, Sese, Pitu Raúl, Tarsi, Carlos López, Guerrero Soriano, Chus | Els Canyars · Miguel María García Caba · |  |

| 19 novembre 2000 | UE Cerdanyola de Mataró                                                                    | 0 – 1           | EC Granollers                                                                               | Cerdanyola, Mataró                         |  |
| 17:00 Jornada 13 | Polo Galera, Leo, Rueda, Horacio García, Miguel Ángel, Javi García, Palomo Carriqui, Landi | Mundo Deportivo | 17' Soriano Barragán · Juli, Toni, Sese, Pitu · Pibe, Tarsi, Raúl, Guerrero · Soriano, Chus | Camí del Mig · Juan Carlos Sánchez Milán · |  |

| 26 novembre 2000 | EC Granollers                                                                                      | 2 – 1           | UE Vic | Granollers                              |  |
| 16:30 Jornada 14 | Soriano 20' · Raúl 60' Barragán · Juli, Toni, Sese, Pitu · Pibe, Tarsi, Raúl, Chus · Soriano, Abel | Mundo Deportivo | 70' (p.) Elies · Ochoa · Elies, Santaella, Parés, Riba · Isaac, Putxe, Valbuena, Cesc Pla · Gustavo, José Luis | Carrer Girona · David Codes Benavente · |  |

| 3 desembre 2000  | CF Badalona                                                                                              | 1 – 3           | EC Granollers                                                                                              | Badalona                                |  |
| 12:00 Jornada 15 | Manu 16' · De la Calva · Efrén, Óscar, Naranjo, Sevilla · Charly, Miguel, Cristóbal, Segura · Manu, Raúl | Mundo Deportivo | 31' 56' Soriano · 64' Pibe Barragán · Juli, Toni, Sese, Pitu · Pibe, Tarsi, Raúl, Chus · Soriano, Guerrero | Camp del Centenari · Jordi Gómez Díaz · |  |

| 6 desembre 2000  | EC Granollers | 3 – 2           | CE Manresa | Granollers                   |  |
| 16:30 Jornada 16 | Carlos López 11' · Soriano 18' · Toni 63' Barragán · Juli, Toni, Sese, Pitu · Pibe, Tarsi, Raúl, Carlos López · Soriano, Chus | Mundo Deportivo | 16' Beltrán · 65' Iván López · Casajuana · Sergi, Romà Biols, Ribalta, Cristian · Farràs, Iván López, Cano, Bordas · Beltrán, Félix | Carrer Girona · Antón Cano · |  |

| 10 desembre 2000 | UA Horta                                                                    | 0 – 1           | EC Granollers                                                                                | Barri d'Horta, Barcelona                |  |
| 12:00 Jornada 17 | Álex Sierra, Maxi, Suso, Rozas Molina, Montes, Núñez, Víctor Aragón, Motoso | Mundo Deportivo | 04' Raúl Barragán · Juli, Toni, Sese, Pitu · Pibe, Tarsi, Raúl, Carlos López · Soriano, Chus | Feliu i Codina · Joaquim Solé Monllaó · |  |

| 17 desembre 2000 | EC Granollers                                                                                     | 1 – 2           | FC Vilafranca | Granollers                           |  |
| 16:30 Jornada 18 | Soriano 17' · Barragán · Juli, Toni, Sese, Pitu · Pibe, Tarsi, Raúl, Carlos López · Soriano, Chus | Mundo Deportivo | 45' Torrents · 55' Casán Cano · Olivella I, Olivella II, Adán, Casán · Porras, Sergio Ruiz, Isaac, Torrents · Sendra, Carlos Martínez | Carrer Girona · Raúl García García · |  |

| 7 gener 2001     | UE Valls | 4 – 0           | EC Granollers                                                                     | Valls                                  |  |
| 17:00 Jornada 19 | Manel 30' 84' · Dani Durán 35' 68' Fàbregas · Trilla, Mercader, Vives, Enrique · Lucha, Álex, Jonathan, Torreblanca · Manel, Dani Durán | Mundo Deportivo | Segarra Juli, Toni, Sese, Pitu Pibe, Valera, Parralo, Chus Carlos López, Guerrero | Camp del Vilar · César Otal González · |  |

| 14 gener 2001    | CD Boomerang | 2 – 1           | EC Granollers                                                                                 | Porta (Nou Barris), Barcelona     |  |
| 17:00 Jornada 20 | Pedro 27' · Javi López 72' Xavi Navarro · Adri, Manolo, David García, Rubén · Óscar, David Alonso, Pedro, Tomás · Iván, Xavi Ribes | Mundo Deportivo | 22' Soriano · Barragán · Juli, Toni, Sese, Pitu · Pibe, Tarsi, Raúl · Chus, Soriano, Guerrero | Can Dragó · Alfonso Oliva Bueno · |  |

| 21 gener 2001    | EC Granollers                                                                                              | 1 – 3           | CF Ripollet | Granollers                            |  |
| 16:30 Jornada 21 | Soriano 42' (p.) · Barragán · Juli, Toni, Sese, Pitu · Pibe, Tarsi, Raúl, Soriano · Carlos López, Guerrero | Mundo Deportivo | 12' 22' Torres · 86' Pep Gandoy · Fran, Óscar Casto, Jorge, David Marco · Pep, Torres, Urbano, Lluís · Grasas, David Pablo | Carrer Girona · David Lanaspa Mainz · |  |

| 28 gener 2001                     | FC Andorra | (suspès) | EC Granollers | Aixovall, Sant Julià de Lòria                       |  |
| 12:00 Suspès per pluja Jornada 22 |            |          |               | Estadi Comunal d'Aixovall · Miguel Vázquez Porras · |  |

| 4 febrer 2001    | EC Granollers                                                                                    | 1 – 0           | FC Martinenc                                                                        | Granollers                                  |  |
| 16:30 Jornada 23 | Parralo 42' Segarra · Pibe, Toni, Gely, Juli · Parralo, Tarsi, Raúl, Pitu · Manolo, Carlos López | Mundo Deportivo | Denís Marc, Miguel Ángel, Cruz, Fran Carrrero, Iván Gimeno, Julio, Álex Johan, Vega | Carrer Girona · Juan Carlos Sánchez Milán · |  |

| 11 febrer 2001   | UDA Gramenet B | 2 – 0           | EC Granollers | Santa Coloma de Gramenet              |  |
| 11:45 Jornada 24 | Peque 20' · Francisco 30' David Valle · Nando, Durán, Kiku Rimblas, José Manuel · Peque, Sergi, Guerrero, Francisco · Johnny, Alberto | Mundo Deportivo |               | Can Peixauet · Carlos Sánchez Durán · |  |

| 18 febrer 2001   | EC Granollers                                                                                               | 2 – 2           | AE Prat | Granollers                                   |  |
| 16:30 Jornada 25 | Parralo 25' (p.) · Toni 32' Segarra · Sese, Toni, Gely, Parralo · León, Tarsi, Raúl, Pitu · Soriano, Manolo | Mundo Deportivo | 21' Lay · 53' (p.) Salva Costa · Vicente, Molinero, Arcos, Cortés · Peña, Andrés, David Fuentes, Moreno · Lay, Salva | Carrer Girona · Andrés Jorge Pérez Fuentes · |  |

| 25 febrer 2001   | CD Masnou | 2 – 1           | EC Granollers | El Masnou                |  |
| 12:00 Jornada 26 | Óscar 43' · Álvarez 47' (p.) Andrés · Xavi Pérez, Vergés, Molina, Escudero · Canals, Álvarez, Marc, Javi Román · Óscar, Miky | Mundo Deportivo | 45' (p.) Parralo · Segarra · Sese, Toni, Gely, Parralo · Diego Carrillo, Tarsi, Raúl, Rubén Soler · Soriano, Chus | Municipal · Antón Cano · |  |

| 4 març 2001      | EC Granollers                                                                       | 0 – 4           | UE Castelldefels | Granollers                          |  |
| 16:30 Jornada 27 | Segarra Sese, Toni, Gely, Parralo Diego Carrillo, Tarsi, Raúl, Chus Soriano, Manolo | Mundo Deportivo | 25' 69' 73' Brea · 86' Alberto Moreno · Pedro, Roma, Paquito, Pastor · Toni I, Aramis, Martín Broli, Brea · Aguilera, Gris | Carrer Girona · Sergi Pérez Llena · |  |

| 11 març 2001     | CF Vilanova                                                                                     | 0 – 0           | EC Granollers                                                                              | Vilanova i la Geltrú                     |  |
| 17:00 Jornada 28 | Massana Sabrià, Valldosera, Israel, Álvaro Conesa Dani, Koke, Arturo, Pepe Luismi, Álvaro Gómez | Mundo Deportivo | Barragán Sese, Raúl, Pitu, Gely Diego Carrillo, Parralo, Tarsi, Enric Pi Rubén Soler, Chus | Alumnes Obrers · David Codes Benavente · |  |

| 18 març 2001     | EC Granollers                                                                                                 | 1 – 1           | CF Pobla de Mafumet                                                                                          | Granollers                           |  |
| 16:30 Jornada 29 | Antolín 84' Barragán · Sese, Raúl, Pitu, Gely · Juan Antonio, Tarsi, Parralo · Diego Carrillo, Chus, Enric Pi | Mundo Deportivo | 53' Fernando Vicenç · Soto, Selvi, Carrasco, Sergi · Iván Robles, Rubio, Fernando, Quico · Toni, Dani Robles | Carrer Girona · Sergio Opi Beneito · |  |

| 25 març 2001     | CF Peralada | 2 – 3           | EC Granollers | Peralada                      |  |
| 16:30 Jornada 30 | Carles 13' · Rodri 68' Padern · Kiko, Ramiro, Sergi, Fondecava · Juanito, Diego, Lluís, Carles · Dani Folguera, Armengol | Mundo Deportivo | 24' 32' Enric Pi · 40' Rubén Soler Barragán · Sese, Raúl, Pitu, Gely · Diego Carrillo, Parralo, Tarsi, Enric Pi · Rubén Soler, Chus | Municipal · Pere Jerez Riba · |  |

| 1 abril 2001     | EC Granollers                                                                                                   | 2 – 2           | UE Rubí | Granollers                     |  |
| 16:30 Jornada 31 | Raúl 20' 67' · Barragán · Sese, Raúl, Pitu, Gely · Diego Carrillo, Parralo, Tarsi, Enric Pi · Rubén Soler, Chus | Mundo Deportivo | 49' Juan Carlos · 88' Joaquín Kiko · Siscu, Xavi López, Carles, Alberto · Virdis, Bayarri, Castillo, Joaquín · Óscar, Juan Carlos | Carrer Girona · Estrany Coll · |  |

| 8 abril 2001     | EC Granollers | 2 – 0           | UE Cerdanyola de Mataró                                                     | Granollers                    |  |
| 16:30 Jornada 32 | Raúl 49' · Rubén Soler 65' Segarra · Sese, Tarsi, Pitu, Gely · Diego Carrillo, Antolín, Raúl, Enric Pi · Rubén Soler, Chus | Mundo Deportivo | Mane Rueda, Parra, Leo, Horacio Juanmi, Marcelo, Fran, Jordan Ángel, Galera | Carrer Girona · Valdés Díaz · |  |

| 13 abril 2001 | FC Andorra | 3 – 0           | EC Granollers                                                                             | Aixovall, Sant Julià de Lòria                       |  |
| Jornada 22    | Emiliano 02' 14' · Jonás 66' Jurado · Gea, Lucendo, Julio, Aloisio · Emiliano, Jonás, Castell, Juli Sánchez · Manolo, Justo Ruiz | Mundo Deportivo | Segarra Sese, Tarsi, Pitu, Gely Diego Carrillo, Parralo, Raúl, Enric Pi Rubén Soler, Chus | Estadi Comunal d'Aixovall · Miguel Vázquez Porras · |  |

| 22 abril 2001    | UE Vic | 1 – 0           | EC Granollers                                                                         | Vic                                 |  |
| 17:00 Jornada 33 | Cesc Pla 71' Ochoa · Elies, Santaella, Parra, Verdaguer · Isaac, Rafa, Riba, Curós · Ramon Triguero, Esteban | Mundo Deportivo | Segarra Sese, Raúl, Pitu, Gely Diego Carrillo, Tarsi, Parralo, Antolín Enric Pi, Chus | Municipal · Marc Guisasola Llopis · |  |

| 29 abril 2001    | EC Granollers                                                                             | 0 – 3           | CF Badalona | Granollers                             |  |
| 16:30 Jornada 34 | Segarra Sese, Raúl, Pitu, Gely Diego Carrillo, Tarsi, Parralo, Enric Pi Rubén Soler, Chus | Mundo Deportivo | 13' Santi · 30' Casado · 93' Manu Pachón · Fran, Codina, Naranjo, Casado · Raúl, Juanjo, Charly, Manu · Santi, Segura | Carrer Girona · Carlos Sánchez Durán · |  |

| 6 maig 2001      | CE Manresa | 2 – 1           | EC Granollers                                                                                             | Manresa                                       |  |
| 17:00 Jornada 35 | Bordas 71' · Roger 90' (p.) Casajuana · Sergi, Romà Biols, Moisés, Cristian · Iván López, Iván Torres, Cano, Bordas · Beltrán, Roger | Mundo Deportivo | 35' (p.) Gely · Barragán · Pibe, Sese, Juli, Gely · Diego Carrillo, Tarsi, Antolín, Pitu · Guerrero, Chus | Nou Congost · Juan Antonio Mesones González · |  |

| 13 maig 2001     | EC Granollers                                                                                         | 1 – 2           | UA Horta | Granollers                                 |  |
| 16:30 Jornada 36 | Raúl 22' · Barragán · Sese, Pibe, Juli, Gely · Diego Carrillo, Tarsi, Raúl, Guerrero · Enric Pi, Chus | Mundo Deportivo | 25' Núñez · 35' Rozas Álex · Molina, Maxi, Sierra, Néstar · Aragón, Rozas, Jordi Garrofé, Víctor · Núñez, Marc Visa | Carrer Girona · Alfonso Colmenal Pomares · |  |

| 20 maig 2001     | FC Vilafranca                                                                         | 0 – 1           | EC Granollers | Vilafranca                 |  |
| 17:00 Jornada 37 | Cano Moral, Casán, Adán, Olivella II Sendra, Muñoz, Porras, Sellarès Torrents, Atzara | Mundo Deportivo | 71' Raúl Segarra · Masoliver, Bellavista, Pitu, Gely · Diego Carrillo, Fran Rubio, Parralo, Guerrero · Chus, Raúl | Municipal · Marià Medina · |  |

| 27 maig 2001     | EC Granollers | 6 – 2           | UE Valls | Granollers                              |  |
| 18:00 Jornada 38 | Diego Carrillo 01' 52' · Bellavista 68' · Rubén Soler 70' 86' 91' Segarra · Masoliver, Bellavista, Pitu, Gely · Diego Carrillo, Fran Rubio, Parralo, Guerrero · Chus, Raúl | Mundo Deportivo | 54' Manel · 56' Güell · Fàbregas · Enrique, Trilla, Vives, Lucha · Torreblanca, Víctor, Quico, Güell · Manel, Dani Durán | Carrer Girona · David Codes Benavente · |  |

| Posició | J  | G  | E | P  | GF | GC | DG  | Punts |
| ------- | -- | -- | - | -- | -- | -- | --- | ----- |
| 13è     | 38 | 14 | 7 | 17 | 49 | 65 | -16 | 49    |